# Friedhelm Aust
Friedhelm Aust (* 9. Mai 1951; † 14. Juni 2015) war ein deutscher Fußballspieler. Der Abwehrspieler hat in der Saison 1971/72 bei Eintracht Frankfurt zehn Spiele in der Fußball-Bundesliga absolviert.

## Laufbahn
Friedhelm Aust, er hatte mit dem Rheydter SV 1969/70 die Vizemeisterschaft in der Verbandsliga Niederrhein errungen, bekam zur Runde 1970/71 einen Vertrag beim Bundesligisten Eintracht Frankfurt. Neben dem Mann vom Niederrhein nahm die Eintracht auch noch Peter Reichel, Jürgen Papies, Thomas Rohrbach und aus der Jugend den Angreifer Paul-Werner Hofmann unter Vertrag. Wie Hofmann kam Aust unter Trainer Erich Ribbeck in seinem ersten Profijahr zu keinem Bundesligaeinsatz. Die zweite Saison eröffnete der 1,89 m große und rustikale Zweikämpfer am Rundenstarttag, den 14. August 1971, in der Anfangsformation der Eintracht, welche aber das Auswärtsspiel gegen den Hamburger SV klar mit 1:5 verlor. Durch die offensiven Neuzugänge Ender Konca und Thomas Parits verstärkt, arbeitete sich die Eintracht am Rundenende auf den 5. Rang. Aust, sein Spiel war nicht durch besondere Technik und Spieleröffnung geprägt, wurde nach dem Startspiel noch in neun weiteren Ligaspielen eingewechselt. Mit seinem Einsatz am 7. März 1972 bei einem 1:1 beim 1. FC Köln, endete seine Aktivität in der Bundesliga. Er schloss sich zur Saison 1972/73 dem 1. FSV Mainz 05 in der zweitklassigen Fußball-Regionalliga Südwest an.
Mainz wurde unter Trainer Bernd Hoss 1973 mit 44:16 Punkten Südwestmeister und Aust war in vier Ligaspielen aufgelaufen. Das ausgezeichnete Stammpersonal in der Defensive mit Libero Herbert Scheller und den Verteidigern Jürgen Richter, Willi Löhr (Vorstopper) und Jürgen Janz konnte er nicht bedrängen. In der Aufstiegsrunde kam er am 24. Juni 1973 bei der 2:3-Auswärtsniederlage bei Blau-Weiß 90 Berlin als linker Verteidiger zu einem Spieleinsatz. Als der Titelverteidiger aus Mainz 1973/74 im letzten Jahr der alten Regionalligazweitklassigkeit den 5. Rang belegte, absolvierte Aust 12 Regionalligaspiele. Nach insgesamt 16 Regionalligaeinsätzen bei Mainz 05 schloss er sich zur Saison 1974/75 Hassia Bingen in der 1. Amateurliga Südwest an. Mit den Rot-Schwarzen wurde er 1977 und 1978 jeweils Vizemeister.
Er beendete seine Fußballkarriere bereits im Alter von 28 Jahren bei Hassia Bingen. Aust war ein defensiv eingestellter Spieler mit guter Konstitution und spielte zumeist auf der Position des Verteidigers. Er erzielte während seiner Zeit als Fußballprofi kein Tor.
Aust arbeitete zuletzt als Dipl.-Sportlehrer (Akademischer Oberrat) am Institut für Sportwissenschaften an der Johannes Gutenberg-Universität Mainz.